# Villy Søvndal
Villy Søvndal, född 4 april 1952, är en dansk före detta politiker som representerade Socialistisk Folkeparti (SF). Han var Danmarks utrikesminister i regeringen Helle Thorning-Schmidt I från den 3 oktober 2011  samt ledamot av Folketinget från 1994 fram till sin avgång, från bägge uppdragen, på egen begäran den 12 december 2013. Han var ordförande för det vänstersocialistiska partiet SF (motsvarar vänsterpartiet och miljöpartiet) 2005-2012.
I oktober 2013 drabbades han av en hjärtinfarkt och opererades på sjukhuset samma dag. Den 12 december 2013 avgick han på grund av ytterligare försämrad hälsa.